# L'Aquila Temporary Concert Hall
La Paper Concert Hall, anche nota come L'Aquila Temporary Concert Hall (LTCH) per la sua possibilità di essere smontata e ricostruita altrove, è una sala concerti progettata dall'architetto giapponese Shigeru Ban e situata all'Aquila, adiacente alla nuova sede del Conservatorio Alfredo Casella. È stata realizzata grazie al contributo del governo giapponese in segno di solidarietà dopo le distruzioni del terremoto del 2009.

## Progetto
Il progetto venne presentato nei mesi immediatamente successivi al sisma del 6 aprile grazie alla volontà del governo giapponese di partecipare attivamente al processo di ricostruzione dei luoghi simbolo della città; venne coinvolto il noto architetto Shigeru Ban, protagonista dell'architettura temporanea in cartone o bamboo e già progettista di numerosi interventi a Kōbe in seguito al terremoto del 1995. A giugno del 2009 Ban presentò un primo progetto per la nuova sede del Conservatorio Alfredo Casella con annesso auditorium da realizzarsi nel quartiere di Pettino, ma l'iter di progettazione subì numerose modifiche sino alla definitiva scelta di realizzare separatamente la sede dell'ateneo e la sala concerti in un terreno nella periferia nord-orientale dell'Aquila.
Il progetto è stato approvato all'inizio del 2010 e successivamente è stato aperto il cantiere di realizzazione che ha coinvolto gli studenti delle università dell'Aquila, Harvard (USA) e Keio (Giappone). La struttura, inaugurata il 7 maggio 2011 con un concerto diretto da Tomomi Nishimoto, è costata 620.000 euro, in massima parte finanziati dal Giappone.

## Descrizione
L'auditorium è situato nel quartiere di Acquasanta, a nord-est dell'Aquila, a ridosso dell'uscita autostradale L'Aquila Est e adiacente alla nuova sede del Conservatorio Alfredo Casella.
È composto di una sala ellittica inscritta diagonalmente in un quadrato di 25 metri per lato e sormontata da una copertura a piramide ribassata che regge su un perimetro di 44 pilastri. L'intera struttura, che si estende su una superficie di oltre 700 m², è stata concepita in acciaio mentre i rivestimenti sono costituiti da sacchi d'argilla espansa e rivestiti in cartone precompresso, da cui il nome dell'auditorium.